# Lapdance

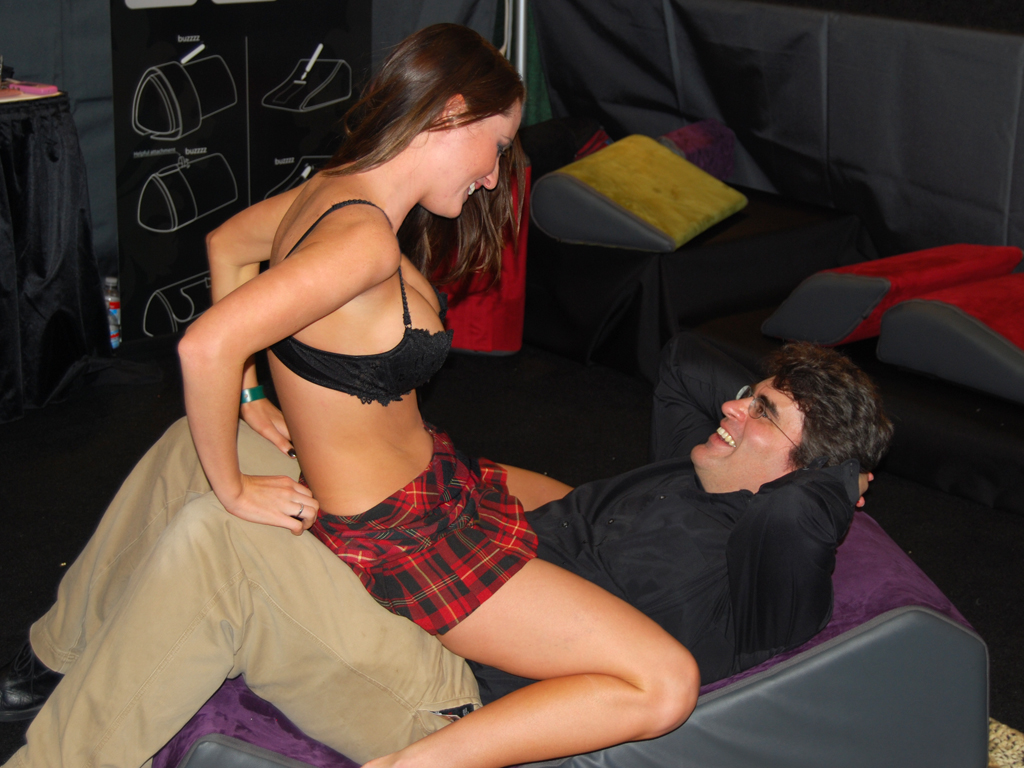
Lapdance-tekniken förevisad på en branschmässa.

Lapdance eller lap dance är en erotisk och mycket intimt utförd dans. Den utförs oftast av en kvinna och på en sittande person – vanligen en betalande man – på en strippklubb. Termen kommer från engelskans lap, som betyder knä eller sköte (jämför laptop).

## Verksamhet
En lapdance skiljer sig från andra typer av erotiska danser eller föreställningar. Till skillnad från table dance (som utförs på ett bord, en bardisk eller liknande) har dansaren fysisk kontakt med den andra personen. Striptease utförs på en scen, för en större publik, medan en lap dance är utförd mot en enskild person. Mer avancerad fysisk kontakt går över gränsen till att bli samlag eller förspel till samlag, medan go-go-dans och burlesk och är exempel på annan, ibland helt icke-sexuell scenunderhållning.
Dansaren kan vara naken, topless eller mycket lättklädd, beroende på lokala lagar och praxis på strippklubben. Dansen kan utföras med olika typer av höftrörelser – inklusive grinding eller twerking – mot den andra personens kropp. I en del lokaler kan en lapdance-session för en viss tid (ofta 30–60 minuter) bokas i ett "champagnerum" eller "VIP-rum"; detta är ett privat rum som ofta är belägt i den bakre delen av klubben.
Beroende på lokala lagar kan en lapdance tillåta eller förbjuda att kunden rör vid dansaren med händerna. Efter överenskommelse mellan kund och dansare, kan olika typer av kroppskontakt ske utöver själva den fysiska dansen. Detta senare kan ske om klubbens övervakningsrutiner är slappa eller klubbens regler flexibla. Om trosorna måste vara på hos en strippa, kan samma person tillåtas ta av trosorna i "champagnerummet".

## Kritik
Lapdance befinner sig i gråzonen mellan sexarbete och underhållning. Kritiker av företeelsen menar ofta att lap dance gynnar förekomsten av olika typer av prostitution. I exempelvis Storbritannien har strippklubbar i regel verksamhetstillstånd som ett underhållningsetablissemang. Enligt The Guardian "visar forskningen att majoriteten av de kvinnor som verkar som lapdansare, blir det på grund av fattigdom eller brist på andra alternativ". Författaren Caroline Grimwalker har dock mest positiva erfarenheter från sin tid som strippa och lapdansare på olika klubbar i Köpenhamn.